# Ковырново
Ковырново — упразднённая деревня в Грязовецком районе Вологодской области России.

## География
Расстояние до районного центра Грязовца по автодороге — 39 км, до центра муниципального образования Сидорово по прямой — 13 км. Ближайшие населённые пункты — Максимово, Бакланка, Ушаково.

## История
Входит в состав Сидоровского муниципального образования (с 1 января 2006 года по 9 апреля 2009 года входила в Лежское муниципальное образование), с точки зрения административно-территориального деления — в Анохинский сельсовет. Упразднена и исключена из перечня населённых пунктов в 2022 году.

## Население
По данным переписи в 2002 году постоянного населения не было.